# فيرناندو كاريو
فيرناندو إنريكي كاريو روزيلي المعروف في الوسط الفني باسم فيرناندو كاريو (بالإسبانية: Fernando Carrillo) (6 يناير 1966 في كاراكاس بفنزويلا) هو ممثل، مغني وعارض فنزويلي شارك في العديد من التيلينوفيلا اللاتينية.

## حياته
ولد فيرناندو في فنزويلا، ثم انتقل إلى لندن حيث بدأ تعليمه هناك، لكنه عاد إلى بلده ليلتحق بجامعة فنزويلا المركزية. انتقل مؤخرا نحو لوس أنجلوس التي يتمنها فيها أن يحصل على فرصة للظهور في المسلسلات الأمريكية.
عُرِف فيرناندو كثيرا بالتيلينوفيلا اللاتينية العديدة التي قدمها، حيث بدأ مسيرته التمثيلية في 1986 من خلال تيلينوفيلا باسم سيدة الورد  (بالإسبانية: La dama de rosa)، ثم انتقل إلى المكسيك في 1997 ليشتُهِر هناك من خلال تيلينوفيلا على غرار ماريا إيزابيل بالإسبانية مع أديلا نورييغا، وروزاليندا مع النجمة المكسيكية تاليا والذي دُبلِج إلى العربية وعُرِض على محطات عربية.

## أسرته
تزوج فيرناندو من الممثلة كاثرين فولوب بين سنوات 1990 و 1994، حيث عملوا معا في تيلينوفيلا باسم أبيغيل (بالإسبانية: Abigail) أشهر أوبرا الصابون في أمريكا اللاتينية خلال عقد الثمانينات.
لفيرناندو ابن يدعى «أنخيل غابرييل» ولد في نوفمبر 2008 مع امرأة فنزويلية تعيش في فلوريدا.

## أعماله

### الأفلام
| السنة | الفيلم                                                  | الدور    |
| ----- | ------------------------------------------------------- | -------- |
| 2014  | لوتومان 003 Lotoman 003                                 |          |
| 2012  | لوتومان 2.0 Lotoman 2.0                                 |          |
| 2011  | هوليوود ذهبت Gone Hollywood                             |          |
| 2008  | معادلة الحب Love Equation                               | فيرناندو |
| 2007  | اللف Spin                                               | ثيو      |
| 2006  | الجنس، الحب وأشياء أخرى Sexo, amor y otras perversiones | رودريغو  |
| 2005  | كاراكاسو El Caracazo                                    |          |
| 2005  | بيت المحارب Pit Fighter                                 | فينيو    |
| 2005  | مفاتيح الاستقلال Las Llaves de la Independencia         | Lazaro   |
| 2004  | 2+2=5=1                                                 | Fernando |
| 2004  | كيرو وفان 4 Cero y van cuatro                           | خوسي     |

### التيلينوفيلا
| السنة | التيلينوفيلا                      | الدور                                |
| ----- | --------------------------------- | ------------------------------------ |
| 2000  | سأظل دائمًا أحبك Siempre te amaré  | موريسيو كاستيانوس                    |
| 1999  | روزاليندا Rosalinda               | فيرناندو خوسي ألتاميراندو ديل كاستيو |
| 1994  | وجه جميل Cara bonita              | إيفان                                |
| 1991  | المرأة المحرمة La mujer prohibida | كارلوس لويس غاياردو                  |
| 1990  | باسيوناريا Pasionaria             | خيسوس ألبيرتو توفار أوردانيتا        |
| 1988  | الربيع Primavera                  | جيورجيو/ريناتو                       |
| 1988  | فتاة السيرك La Muchacha del circo | إيكتور/أليخاندرو                     |
| 1988  | أبيغيل Abigail                    | كارلوس ألفيردو                       |
| 1986  | فتاة الورد La dama de rosa        | خوسي لويس أوستاريز                   |